# Quintus Aelius Tubero (consul en -11)
Quintus Aelius Tubero est un homme politique et un sénateur de l'Empire Romain.

## Famille
Quintus Aelius Tubero est de fils de Quintus Aelius Tubero, jurisconsulte, et de sa première femme, Servilia. Il est peut être le père de Lucius Seius Tubero, consul suffect en 18 et fils adoptif de Lucius Seius Strabo.

## Biographie
Quintus Aelius Tubero est quindecimvir en -17. Il est consul en -11 avec pour collègue Paullus Fabius Maximus. Il est l'auteur, avec Paullus Fabius Maximus, d'un rapport sur la vétusté des aqueducs de Rome au Sénat romain : l'empereur Auguste fait par la suite réparer les aqueducs Appia, Anio Vetus, Marcia, Tepula et Julia.